# Catepsina K
La Catepsina K , abbreviato CTSK, è un enzima codificato nell'uomo dal gene CTSK .

## Fisiologia
La proteina codificata da questo gene è una cisteina proteasi lisosomiale coinvolta nel rimodellamento e riassorbimento osseo. Questa proteina, fa parte della famiglia delle proteine peptidasi C1, e viene espressa principalmente negli osteoclasti.
La catepsina K è una proteasi, ad alta specificità per le chinine, coinvolta nel riassorbimento osseo. L'enzima ha la capacità di catabolizzare l'elastina, il collagene e la gelatina consentendo di demolire l'osso e cartilagine favorendo così il rimodellamento degli stessi. 
Questa attività catabolica è anche parzialmente responsabile per la perdita di elasticità del polmone e della formazione dell'enfisema. 
Gli inibitori della catepsina K, come l'odanacatib, hanno un grande potenziale nel trattamento dell'osteoporosi.
L'espressione e produzione della catepsina K è stimolata dalle citochine infiammatorie prodotte nel tessuto infiammato.

## Clinica
La catepsina K si esprime anche, in una frazione significativa, nel tumore della mammella, dove potrebbe contribuire all'invasività dello stesso tumore. Le mutazioni in questo gene sono la causa di picnodisostosi, una malattia autosomica recessiva caratterizzata da osteosclerosi e bassa statura.